# جولونغول
جولونغول (بالإنجليزية: Julunggul)‏ أفاعي قوس القزح موضوع مشترك في كل الميثولوجيا العالمية، ولكنها مشهورة أكثر في الميثولوجيات الأوقيانوسية والأفريقية والأمريكية الجنوبية؛ وبشكل عام تشترك مع الولادة الثانية /الخلود والمطر والماء. وهذه الأفعى المسماة يولونغو هي الربة العظيمة لسكان أستراليا الأصليين. إنها تراقب تنسيب الصبيان المراهقين للرجولة وسن النضج.